# Silurus grahami
Silurus grahami är en fiskart som beskrevs av Regan, 1907. Silurus grahami ingår i släktet Silurus och familjen malfiskar. Inga underarter finns listade i Catalogue of Life.